# Arthur Hald
Arthur Åke Edward Ditlef Hald, född 12 mars 1916, död 22 augusti 1993, var en svensk designhistoriker.
Hald, som var son till Edward Hald och Brita Lagerström-Hald, blev fil. kand. 1941 och 1956 fil. lic. i konsthistoria. Han hade olika poster inom Svenska Slöjdföreningen och var ordförande för föreningen 1959–1965. Han var chefredaktör för dess tidningar Form och Kontur 1946–1955.
Hald var konstnärlig ledare för Gustavsbergs porslinsfabrik 1957–1972 och informationschef där 1973–1981. Hald utgav Hjalmar Olsons minnen från tiden som chef för Gustavsberg och skrev en monografi om Karin Björquist slutförd av Hedvig Hedqvist efter hans bortgång.

## Verk
- Gustavsberg, verktyg för en idé: Hjalmar Olsons skildring av 60 års arbete, sammanställd av Arthur Hald, Atlantis, Stockholm, 1991, ISBN 91-7486-965-5
- Karin Björquist formgivare, Arthur Hald och Hedvig Hedqvist, 1995